# Johann Diedrich von Corbmacher
Johann Diedrich von Corbmacher (* um 1650; † 27. Juli 1702) war ein baltendeutscher Jurist und Bürgermeister von Reval.

## Leben
Der Vater Constans Corbmacher († 1680) war Bürgermeister von Reval, das damals zu Schwedisch-Estland gehörte, die Mutter Catharina, geborene Fonne, war eine Tochter des Bürgermeisters Heinrich Fonne von Rosencron.
Johann Diedrich Corbmacher studierte Rechtswissenschaft, wahrscheinlich in Dorpat. 1678 wurde er Ratssekretär (Stadtschreiber) in Reval, musste das Amt 1681 aber wieder abgeben. 1684 wurde Corbmacher dort Ratsherr. 1690 ernannte ihn der schwedische König Karl XI. zum Justizbürgermeister und damit präsidierenden Bürgermeister in Reval und erhob ihn in den Adelsstand.
Johann Diedrich Corbmacher besaß die Güter Terrefer (Tärivere) und Pirck (Pirgu) bei Dorpat.
Er war mit Catharina Rodde seit 1681 verheiratet. Kinder waren
- Carharina (* 1692), heiratete Conrad Hermann zur Mühlen, dieser erbte das Gut Terrefer
- Constans († 1731), wurde schwedischer Hauptmann (Capitain), 1731 Bestätigung des schwedischen Adelspatents, kurz danach gestorben.